# Bengázi
Bengázi (arabul: بنغازي – Binġāzī, olaszul: Bengasi) Líbia második legnépesebb városa, Kireneika régió központja. Elővárosaival együtt közigazgatási körzetet is alkot Bengázi tartomány néven. A kikötőváros a Földközi-tenger partján fekszik.
A királyság időszakában Tripoli mellett egyfajta társfőváros volt, feltehetően azért, mert Idrisz líbiai király a közeli Al-Bajda városában székelt, és a királyi család általában is jobban kötődött Kireneikához, mint Tripolitániához. Jelenleg is több olyan intézmény és szervezet működik itt, amelyek jellemzően a fővárosokban tartják székhelyüket. Ez folyamatos rivalizálást és érzékenységet szül Bengázi és Tripoli, illetve a két régió (Kireneika és Tripolitánia) között. A körzet népessége az 1995-ös népszámlálás szerint 500 120 fő volt, ami a 2006-os népszámlálásra 670 797 főre emelkedett.
2011 februárjában tömegdemonstrációk voltak a városban Moammer Kadhafi ellen. Február 21-én a várost elfoglalták a líbiai ellenzéki csoportok, így már nincs a Kadhafi-kormányzat ellenőrzése alatt.

## Története
A mai várostól keletre görög telepesek alapították, akik Cyrene görög településről származtak (Líbia keleti részéről), bár egyes régészek szerint egyenesen az Égei-tenger felől jöttek. Akkori neve Euszperidesz volt, első alkalommal i. e. 6. századi történelmi iratokban említik. Egyes görög legendák szerint itt volt a Heszperidák kertje. Az i. e. 3. században elnéptelenedett. Az új település a parthoz közelebb létesült. I. e. 249-ben neve Berenice volt, III. Ptolemaiosz, Egyiptom uralkodója feleségének neve után.
Mint több más akkori líbiai görög települést, az i. e. 1. században a rómaiak leigázták. A bizánciak idejére a település hanyatlásnak indult és feledésbe merült. 
Az arabok inváziójakor nem kapott nagy figyelmet, mert nem volt akkora stratégiai jelentősége, mint mondjuk Adzsdabijának. Csak az i. sz. 15. században fedezték fel a maguk számára a tripoliai kereskedők, ekkor a város fejlődésnek indult.
Nevét egy 15. századi jótevőnek köszönheti, akinek neve: Ibn Ghazi vagy Bani Ghazi volt. 
A törökök 1578-ban elfoglalták, de annak következtében, hogy adózási központtá szerették volna tenni, a kereskedők máshová költöztek.
1911-ben Olaszország a tenger felől ostromolta a várost, és a környező törzsek legyőzése után olasz erődítménnyé tették. 1930-ra városban érvényesült az olasz dominancia, bár a lakosságnak csak 31%-a volt olasz (lásd: Líbiai olaszok).
A második világháború idején gyakran cserélt gazdát. Több mint 1000 bombát szórtak le rá; a háború végére lakossága alig maradt. A háború után a nyugat-líbiai kereskedők kezdtek újra beköltözni, különösen Miszráta környékéről. A függetlenség kivívása után a város újból fejlődésnek indult. Kereskedelmi kikötőjét megnagyobbították, hogy nagyobb hajókat is fogadni tudjon.
1986 áprilisában az Egyesült Államok 6. flottája rakétákkal lőtte a várost, aminek legalább 30 halálos áldozata volt.

## Közlekedés
A Benina nemzetközi repülőtér nemzetközi és belföldi járatokat is fogad, a várostól 19 kilométerre keletre található.
A bengázi kikötő létfontosságú csomópont a régió számára, ami lehetővé teszi a nemzeti és nemzetközi áruk és élelmiszerek importját, illetve exportját.

## Fordítás
- Ez a szócikk részben vagy egészben a Benghazi című angol Wikipédia-szócikk ezen változatának fordításán alapul.  Az eredeti cikk szerkesztőit annak laptörténete sorolja fel. Ez a jelzés csupán a megfogalmazás eredetét és a szerzői jogokat jelzi, nem szolgál a cikkben szereplő információk forrásmegjelöléseként.